# زكريا في الإسلام
زكريا هو نبي من أنبياء الله حسب الإسلام، وهو أبو النبي يحيى.

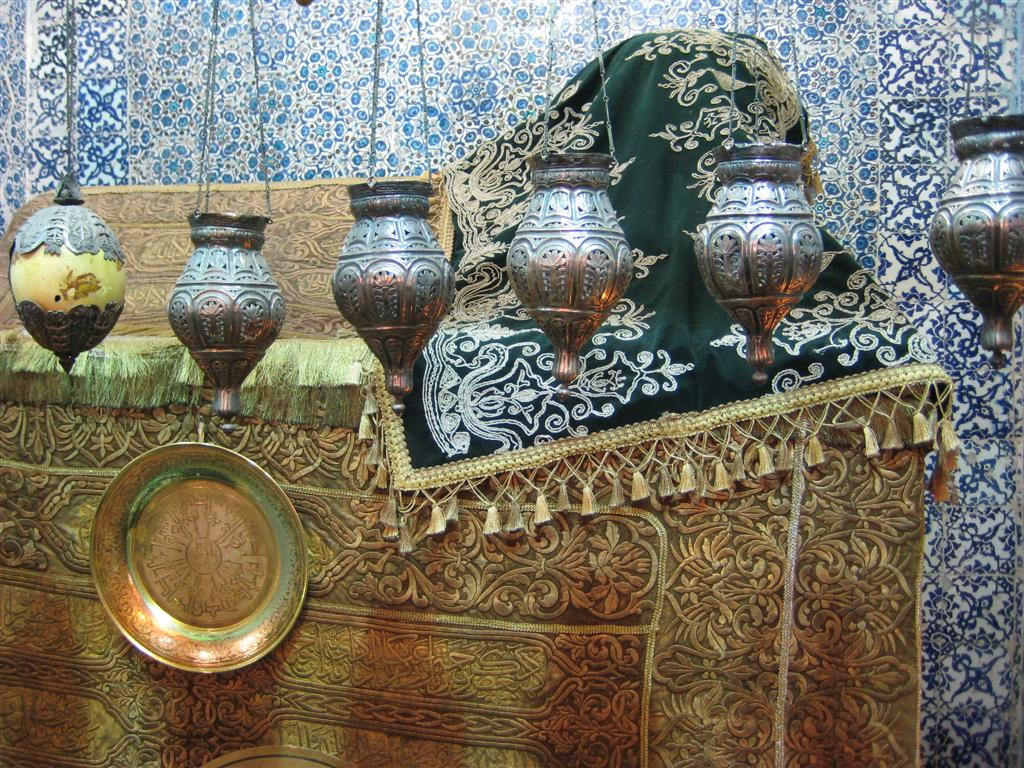
قبر النبي زكريا في جامع حلب الكبير في سوريا

## نسبه
زكريا بن برخيا ويقال زكريا بن دان، ويقال زكريا بن لدن بن مسلم بن صدوق بن حشبان بن داود بن سليمان بن مسلم بن صديقة بن برخيا بن بلعاطة بن ناحور بن شلوم بن بهفاشاط بن إينامن بن رحيعام بن سليمان بن داود، أبو يحيى نبي بني إسرائيل.

## ذكره في القرآن
ذكر زكريا سبع مرات في القرآن:
- آل عمران الآيتين 37 و38، قال تعالى: ﴿فَتَقَبَّلَهَا رَبُّهَا بِقَبُولٍ حَسَنٍ وَأَنْبَتَهَا نَبَاتًا حَسَنًا وَكَفَّلَهَا زَكَرِيَّا كُلَّمَا دَخَلَ عَلَيْهَا زَكَرِيَّا الْمِحْرَابَ وَجَدَ عِنْدَهَا رِزْقًا قَالَ يَا مَرْيَمُ أَنَّى لَكِ هَذَا قَالَتْ هُوَ مِنْ عِنْدِ اللَّهِ إِنَّ اللَّهَ يَرْزُقُ مَنْ يَشَاءُ بِغَيْرِ حِسَابٍ ۝٣٧ هُنَالِكَ دَعَا زَكَرِيَّا رَبَّهُ قَالَ رَبِّ هَبْ لِي مِنْ لَدُنْكَ ذُرِّيَّةً طَيِّبَةً إِنَّكَ سَمِيعُ الدُّعَاءِ ۝٣٨﴾[1]
- والأنعام الآية 85، قال تعالى: ﴿وَزَكَرِيَّا وَيَحْيَى وَعِيسَى وَإِلْيَاسَ كُلٌّ مِنَ الصَّالِحِينَ ۝٨٥﴾[2]
- ومريم الآيتين 2 و7، قال تعالى: ﴿ذِكْرُ رَحْمَةِ رَبِّكَ عَبْدَهُ زَكَرِيَّا ۝٢﴾ وقال: ﴿يَا زَكَرِيَّا إِنَّا نُبَشِّرُكَ بِغُلَامٍ اسْمُهُ يَحْيَى لَمْ نَجْعَلْ لَهُ مِنْ قَبْلُ سَمِيًّا ۝٧﴾[3]
- والأنبياء الآية 89، قال تعالى: ﴿وَزَكَرِيَّا إِذْ نَادَى رَبَّهُ رَبِّ لَا تَذَرْنِي فَرْدًا وَأَنْتَ خَيْرُ الْوَارِثِينَ ۝٨٩﴾[4]